# Anna Vnukova
Anna Vnukova (4 febbraio 1978) è una pentatleta bielorussa.

## Palmarès
In carriera ha conseguito i seguenti risultati:
- Mondiali:

Budapest 1999: bronzo nel pentathlon moderno staffetta a squadre.
Pesaro 2000: bronzo nel pentathlon moderno staffetta a squadre.
- Europei

Varsavia 1998: oro nel pentathlon moderno staffetta a squadre.
Sofia 2001: argento nel pentathlon moderno staffetta a squadre ed a squadre.